# Pyrausta subolivalis
Pyrausta subolivalis is een vlinder van de familie van de grasmotten (Crambidae). De wetenschappelijke naam van deze soort is voor het eerst voorgesteld als Botys subolivalis door Alpheus Spring Packard in een publicatie uit 1873.
De soort komt voor in de Verenigde Staten.